# Bernard Ignác Jan z Martinic
Bernard Ignác hrabě z Martinic (německy Bernhard Ignaz von Martinitz, 20. srpna 1614 – 7. ledna 1685 Praha) byl český šlechtic z rodu Martiniců a politik. Jako nejvyšší purkrabí stál přes třicet let v čele zemské správy Českého království, proslul také jako mecenáš katolické církve a vzdělanec, krátce byl například prorektorem Univerzity Karlovy.

## Kariéra
Byl synem hraběte Jaroslava Bořity z Martinic a jeho první manželky Marie Eusebie ze Šternberka. Z mužského potomstva svých rodičů byl až pátým synem v pořadí, takže původně byl předurčen k duchovní dráze. Již v mladém věku se stal kanovníkem v Magdeburku a Pasově, mezitím studoval v Praze a Štýrském Hradci. V roce 1635 si doplnil vzdělání studiem práv v Ingolstadtu. Absolvoval také kavalírskou cestu tradiční pro mladé šlechtice, pobýval například ve Florencii.
Po návratu do Čech zahájil rychlý postup v zemských úřadech, začínal jako rada apelačního soudu (1638–1643), poté byl prezidentem apelačního soudu (1643–1644), nejvyšším sudím (1644–1648), nejvyšším komorníkem (1648–1650), nejvyšším hofmistrem (1650–1651) a nakonec stál v čele zemské správy jako nejvyšší purkrabí Českého království (1651–1685). Z titulu svých funkcí byl zároveň členem sboru královských místodržících. Mimoto obdržel čestné hodnosti c. k. komořího a tajného rady. Při pobytu císaře Leopolda I. v Praze v roce 1657 získal Řád zlatého rouna.
I když byl bezmála půl století zemskými úřady vázán v Čechách, pravidelně každý rok několik měsíců trávil ve Vídni a z dochované korespondence vyplývá, že u císařského dvora měl značný vliv, od roku 1679 se navíc příležitostně zúčastnil zasedání státní rady.

## Majetek a podpora katolické církve

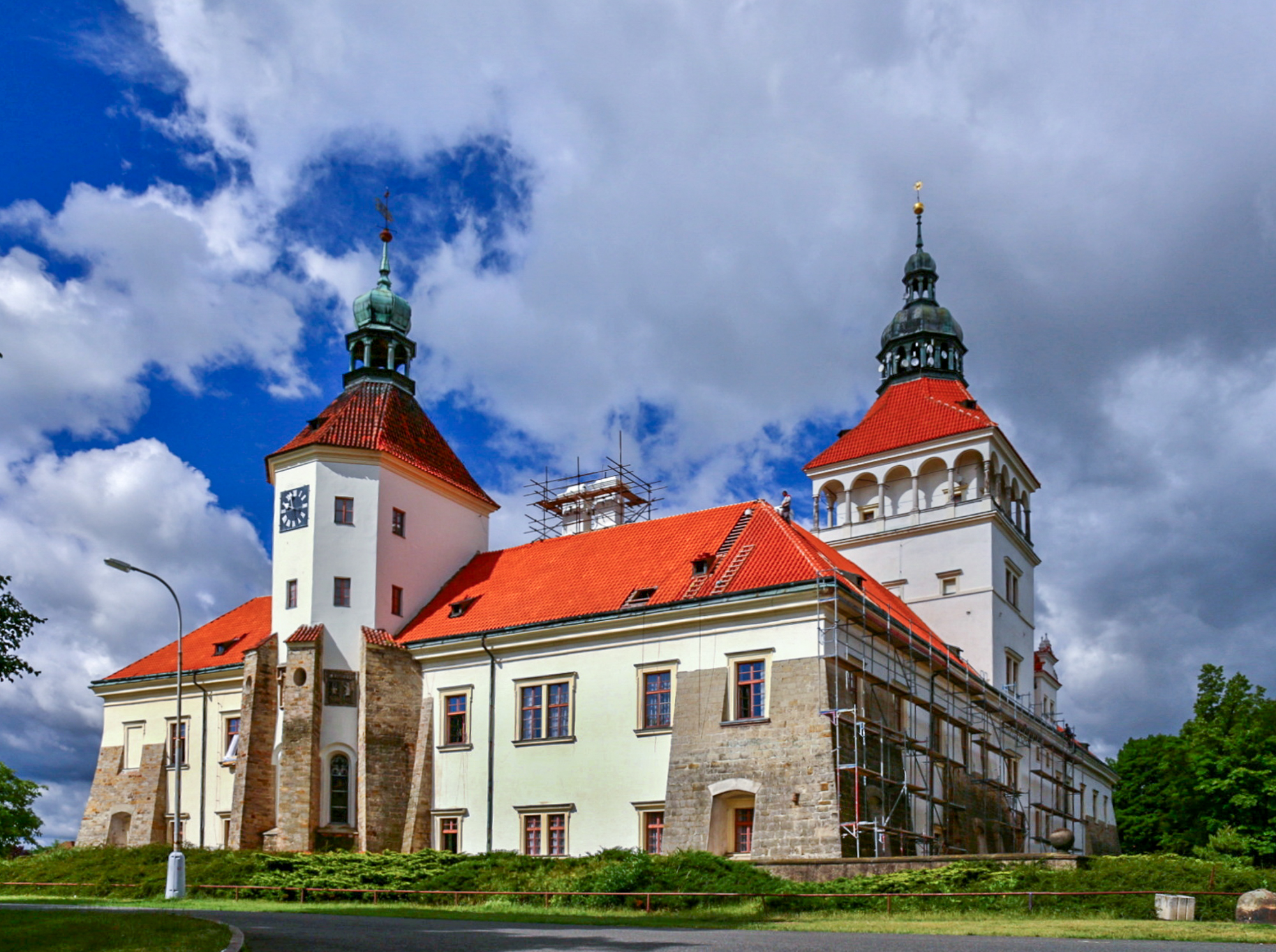
Zámek Smečno

Po otci zdědil v roce 1649 panství Ahníkov v severních Čechách, krátce nato po smrti staršího bratra Jiřího Adama I. převzal stěžejní rodový majetek Smečno se Slaným spolu s titulem vladař domu Smečanského (1651). O rok později pak předal Ahníkov bratru Maxmiliánu Valentinovi, téhož roku 1652 pak ještě z majetku nejstaršího bratra od jeho vdovy převzal do své správy panství Hořovice, kde poté nechal přestavět zámek. Při svých pobytech v Praze sídlil v Martinickém paláci na Hradčanském náměstí, k němuž v roce 1665 přikoupil sousední palác v Kanovnické ulici, dnes označovaný podle pozdějších majitelů jako palác Hložků ze Žampachu.
Jako přesvědčený katolík se podílel na rekatolizaci v pobělohorském období a s jeho jménem je tak spojen vznik několika církevních institucí a sakrálních staveb. Založil františkánský klášter ve Slaném (1655), v klášterním kostele nechal postavit Loretánskou kapli a celý kostel prošel významnou barokní přestavbou podle projektu Domenica Orsiho. Na periferii Slaného jeho osobnost připomíná také kaple Božího hrobu. Ve Slaném také zřídil piaristickou kolej, nynější gymnázium. Finančně podporoval i vznik klášterů jinde, do Prahy přivedl řád kajetánů, pro jejichž klášter zakoupil v roce 1672 pozemky na Malé Straně a nechal postavit kapli sv. Panny Marie Einsiedelské. Řád kajetánů pak povolal i do Hořovic, kde také jako architekt působil Domenico Orsi.
Byl donátorem v pořadí 8. kaple poutní Svaté cesty z Prahy do Staré Boleslavi, založené jezuity roku 1674.
Bernard Ignác z Martinic zemřel v Praze 7. ledna 1685 a je pohřben v tzv. Martinické kapli u jižní stěny katedrály sv. Víta. Na území České republiky jsou k vidění jeho tři portréty, dva v muzeu ve Slaném (z nichž byl jeden snad původně na zámku Smečno), druhý na zámku Frýdlant, kam se do rodiny Gallasů provdala jeho dcera Kateřina Barbora.

## Rodina
Poprvé se oženil s Veronikou Polyxenou Holickou ze Šternberka (1615–1659), jeho druhou manželkou byla hraběnka Zuzana Polyxena z Dietrichsteinu (1629–1706). Jediný syn Ferdinand Jaroslav (1643–1643) zemřel v dětství. Nejstarší dcera Marie Alžběta (1638-1671) se provdala za nejvyššího českého kancléře hraběte Jana Františka Bruntálského z Vrbna (1634–1705). Po její předčasné smrti se Jan František podruhé oženil s její nejmladší sestrou Terezií Františkou z Martinic (1643–1705), na rod Bruntálských z Vrbna pak přešlo panství Hořovice. Prostřední dcera Kateřina Barbora (1642–1667) byla provdána za hraběte Františka Ferdinanda z Gallasu.